# Lithachne
Lithachne P.Beauv. é um género botânico pertencente à família Poaceae.